# Veepee
Veepee (Markenauftritt vor 2019 als vente-privee.com) mit Sitz in Saint-Denis bei Paris ist eine 2001 gegründete französische Internet-Verkaufsplattform, die eine geschlossene Shopping-Community betreibt und damit seit 2009 in mehreren Ländern Europas tätig ist.

## Geschäftsmodell
Registrierte Mitglieder haben auf der Website des Unternehmens Zugang zu ständig wechselnden Verkäufen mit Markenprodukten, die in zeitlich begrenzten Verkaufs-Aktionen von vente-privee.com zu Festpreisen angeboten werden und in der Regel günstiger als die unverbindliche Preisempfehlung des Herstellers sind. Die Mitgliedschaft bei vente-privee.com ist kostenlos und unverbindlich. Es werden unter anderem Produkte der Kategorien Mode, Accessoires, Spielzeug, Sportbekleidung, Uhren, Haushaltswaren, High-Tech, aber auch Reisen, Wein, Gartenmöbel und Autos angeboten. Nach Abschluss des jeweiligen Abverkaufs übermittelt vente-privee.com die gesammelten Bestellungen an den Hersteller oder Großhändler des jeweiligen Artikels, wodurch sich in der Regel eine längere Lieferzeit für den Endverbraucher ergibt. Bei den angebotenen Artikeln handelt es sich grundsätzlich um mängelfreie Neuware, die normalerweise in Zusammenarbeit mit den Markeninhabern aus Restposten-, Überschuss- oder Retourenmengen bzw. aus vergangenen Saisons stammt oder speziell für vente-privee.com bereitgestellt wurde.
Die Artikel können von den Mitgliedern innerhalb von drei bis fünf Tage dauernden Verkaufsaktionen erworben werden. Diese werden mehrmals täglich in Zusammenarbeit mit den Markenherstellern angeboten. Zwei Tage vor Verkaufsbeginn erhalten die Mitglieder auf Wunsch eine Einladung per E-Mail. Es ist Kunden möglich und in Deutschland durch das Fernabsatzgesetz garantiert, die Produkte zurückzuschicken und sich das Geld erstatten zu lassen.

## Geschichte
Das Unternehmen wurde 2001 in Paris von CEO Jacques-Antoine Granjon und sieben Partnern gegründet. Alle Gründer waren bereits ab Anfang der 1980er Jahre im Lagerabverkaufsgeschäft tätig.
Nachdem Jacques-Antoine Granjon 1985 sein Diplom an der European Business School in Paris absolviert hatte, gründete er sein erstes eigenes Unternehmen.
Ende 2000 erfanden Jacques-Antoine Granjon und seine Partner ein neues Konzept, das es erlaubt, Überproduktionen und Restposten von bekannten Marken bei zeitlich begrenzten Verkäufen in sogenannten Online-Flash-Sales (dt. etwa: Blitz-Verkauf) abzusetzen. Das Prinzip: Die Lagerware des Markenherstellers wird schnell abgebaut, ohne das Image des Herstellers zu schädigen oder den traditionellen Vertriebskanal zu kannibalisieren.
Die Website vente-privee.com ging 2001 in Frankreich online. Die ersten drei Jahre waren durch Investitionen und eine Weiterentwicklung der Prozesse geprägt. 2004 gelang der Durchbruch mit dem Verkauf einer bekannten Dessous-Marke. Ende 2006 wurden der deutsche und der spanische Markt mit lokalen Webseiten erschlossen.
Im Juli 2007 hat vente-privee.com 20 Prozent seiner Geschäftsanteile an die US-amerikanische Beteiligungsgesellschaft Summit Partners abgegeben. Der US-Investor unterstützt vente-privee.com bei seinen internationalen Entwicklungsbestrebungen. 2008 kamen Italien und Großbritannien als Absatzmärkte hinzu. Seit 2011 können niederländische Kunden bei vente-privee.com einkaufen. Im gleichen Jahr wurde über ein Joint Venture mit American Express der US-amerikanische Markt erschlossen. Im Herbst 2014 wurde nach enttäuschenden Verkaufszahlen und strategischen Unstimmigkeiten zwischen den Partnern der vollständige Rückzug aus den USA beschlossen und das Joint Venture Ende 2014 beendet. Heute ist Vente Privée europaweit in Frankreich, Deutschland, Spanien, Italien, Großbritannien, Österreich (seit 2010), Belgien (seit 2010) und den Niederlanden aktiv. Rund 50 % des Umsatzes wird auf dem französischen Heimatmarkt generiert.
Im Oktober 2013 startete auf der französischen Vente-Privée Plattform im Bereich 'Gastronomie' unter dem Namen Miam Miam der Verkauf von regionalen Gourmet-Lebensmitteln. Ende 2013 wurde bekannt, dass die Qatar Holding, Teil der Qatar Investment Authority, als Investor Minderheitsaktionär bei Vente-Privée wurde. Gleichzeitig erhöhte Firmengründer Granjon seinen Anteil von 20 auf 25 %.
vente-privee.com verfügt über kostenfreie Applikationen für iPhone, iPad, Windows Phone und Android sowie eine Web-Anwendung.

## Zahlen
Veepee ist eine nicht an der Börse gelistete Aktiengesellschaft und daher nicht zur umfangreichen Publikation der Geschäftsdaten verpflichtet. Im Jahr 2021 verzeichnete Veepee 66 Millionen Mitglieder in Europa. 2021 wurden 25.000 Verkaufsaktionen abgeschlossen und 105 Millionen Produkte verkauft, davon 60 % im Bereich Mode. Das Unternehmen beschäftigte 2021 rund 5.500 Mitarbeiter. Der Unternehmenssitz befindet sich in La Plaine Saint-Denis, im Norden von Paris und besteht neben vielen kleineren Gebäuden maßgeblich aus drei Gebäuden:
- Die Veepee Zentrale Wilson 1 (benannt nach der Straßenadresse Avenue du Président Wilson) wurde 2001 in der alten Druckerei der französischen Tageszeitung Le Monde errichtet. Das Gebäude Wilson 2 wurde 2010 angebaut, um den Sitz zu vergrößern. In diesem Gebäudekomplex sitzen unterschiedliche Abteilungen von vente-privee.com, wie die Produktion, die IT oder auch das Personalwesen.

- Die Mitgliederbetreuung: Mehr als 110 Mitarbeiter kümmern sich in einem separaten Gebäude in Saint-Denis um die täglichen Kundenanfragen aus den acht europäischen Ländern, in denen Veepee tätig ist.

- Ende 2010 wurde die 3800 m² große Digital Factory by vente-privee.com unweit der Firmenzentrale eröffnet. Es ist eines der größten Fotostudios in Europa und größter Kunde bei französischen Modelagenturen. Insgesamt 270 Mitarbeiter sind in der Digital Factory by vente-privee.com beschäftigt, um virtuelle Schaufenster für die Markenpartner zu kreieren. In dem Gebäude finden nicht nur die Fotoshootings, sondern auch die Postproduktion statt, und es gibt Kreativeabteilungen wie Motion Design, Home Design und Sound Design, sowie die Regie, die alle Prozesse plant und begleitet.

Um das Wachstum in Europa weiter voranzutreiben, hat vente-privee.com 2009 weitere Büros in Spanien (Barcelona) und Deutschland (Düsseldorf) eröffnet. 2010 wurden Büros in Italien (Mailand) und Spanien (Madrid) eröffnet.
Für den gesamten Logistikapparat hat das Unternehmen insgesamt sechs Lager- und Versandhäuser in Frankreich. Um auch den lokalen Gegebenheiten entsprechen zu können, wurden beispielsweise in Deutschland (Germersheim), in Spanien (Madrid) und in Italien (Turin) Logistikzentren eingerichtet. Über 460 Mitarbeiter sind in der Logistik tätig.

## Diversifikation
Das Unternehmen hat seine Geschäftstätigkeiten neben der Shopping-Club-Plattform diversifiziert.
Brandsplace
Das Brandsplace Konzept wurde von Veepee im Jahr 2019 gelauncht. Es erlaubt Partnermarken eine neue Vertriebsstrategie zu entwickeln, indem sie den Mitgliedern direkt Produkte auf der Veepee Plattform anbieten, sofern diese in den Verkaufsaktionen nicht fündig geworden sind. Via Brandsplace haben die Mitglieder Zugriff auf aktuelle Kollektionen, profitieren jedoch gleichzeitig von attraktiven Preisen.
Re-Cycle
Veepee bietet seinen Mitgliedern Teil eines neuen Projekt zu werden, bei welchem das Thema Kreislaufwirtschaft im Mittelpunkt steht. Diese Initiative begegnet den Herausforderungen der Partnermarken, deren Produkte oft eine kurze Nutzungsdauer besitzen, und deren Kunden nachhaltigere Konsummöglichkeiten nachfragen. Seit 2020 ist Re-Cycle eine Event-Konzept, bei denen Veepee Second Hand Artikel sowie Altkleider bestimmter Marken einsammelt und ihnen gemäß ihrem Zustand ein zweites Leben bietet. Dabei werden alle Herausforderungen der Kreislaufwirtschaft berücksichtigt. Derzeit ist dieses Projekt nur für französische Mitglieder zugänglich.
Re-turn
Re-turn ist ein innovativer, völlig kostenfreier Service an die Mitglieder auf neuartige Art und Weise ihre Retouren zu handhaben. Re-turn erlaubt den Mitglieder ihre Retouren direkt wieder zum Verkauf zu stellen und anderen Mitgliedern auf der Veepee Website anzubieten (ausgenommen sind Nahrungsmittel, Wohnartikel und immaterielle Güter). Somit können die Mitglieder Retouren-Kosten sparen sowie den gekauften Artikeln eine zweite Chance geben. Derzeit sind diese Aktionen nur für französische Mitglieder zugänglich.
Vente-Privée Consulting
Der Consultingservice des Unternehmens, Vente-Privée Consulting, der zur Beratung anderer Firmen im Bereich Elektronischer Handel gegründet wurde, hat bis 2012 vierzig Projekte umgesetzt. Dazu zählten unter anderem Unternehmen wie Lacoste, Le Coq Sportif, Prenatal und Marionaud. CEO ist seit 2013 Ilan Benhaim, Mitbegründer von vente-privee.com und seit 2006 Director Strategy & Innovation.
Anfang 2013 erwarb vente-privee.com für geschätzte fünf bis sieben Millionen Euro das Théâtre de Paris unweit des Moulin Rouge in Paris, um über die eigene Verkaufsplattform Eintrittskarten für das Theater verkaufen zu können. Im Frühjahr 2014 kaufte das Unternehmen das unweit der Opéra Garnier gelegene Théâtre de la Michodière für um die vier Millionen Euro.
Ende 2014 startete das Unternehmen auf dem französischen Markt eine Internet-Plattform namens Kooroo für die Lancierung neuer Produkte durch den jeweiligen Hersteller.

## Auszeichnungen
2012
- Jacques-Antoine Granjon wurde zur einflussreichsten 'digitalen' Person des Jahres gekürt, Hub Award 2012.[28]

2011
- Jacques-Antoine Granjon wurde von den Lesern der französischen Ausgabe der GQ als 'Businessman of the Year 2010' ausgezeichnet.[29]

- Jacques-Antoine Granjon erhielt die Auszeichnung 'Persönlichkeit des Jahres 2011 im Bereich Kommunikation' auf dem Großen Preis der Agenturen des Jahres.[30]

- Die Mitgliederbetreuung wurde als 'Customer Service of the Year 2011' in den Kategorien 'Event Selling' und 'Non-Specialist Distance Selling'ausgezeichnet.[31]

2010
- vente-privee.com gewinnt den 'Innovation Award 2010' des Customer Relationship Awards der französischen Customer Relationship Association (AFRC).[32]

- Die Mitgliederbetreuung wurde zum 'Customer Service of the Year 2010' in den Kategorien 'Event Selling' und 'Non-Specialist Distance Selling' gewählt.[33]

2009
- Europas Marketingstratege des Jahres: CEO Jacques-Antoine Granjon ausgezeichnet als „Chief Marketing Officer of the Year 2009“[34]
- „Beste Mode-Website“, gewählt von den Internet-Usern im Rahmen der Preisverleihung der „Favor'l“ des französischen Fachverbands des Versandhandels – der FEVAD (Frankreich).[35]
- „Kundenservice des Jahres 2010“ in den Kategorien „Shopping-Events“ und „Versandhandel“ (Frankreich).
- „Trophäe“ der französischen Fachzeitschrift „e-commerce magazine“: zweiter Platz in der Kategorie „Design / Ergonomics“ (Frankreich).

2008
- vente-privee.com wird unter die sechs internationalen Finalisten des „World Retail Award“ in der Kategorie „e-tailer des Jahres“ nominiert.
- CEO Jacques-Antoine Granjon wird bei den BFM Awards zum „Unternehmer des Jahres“ gewählt.[36]
- vente-privee.com erhält den LSA-Oscar der Innovation[37] in der Kategorie „Versandhandel / E-Commerce“. Dieser Preis wird von der französischen Zeitschrift LSA (Libre-Service Actualité) vergeben.
- vente-privee.com wird Finalist beim eco Internet-Award 2008 in der Kategorie „Inhaltsformat“.[38]

2007
- CEO Jacques-Antoine Granjon wird vom französischen Magazin „E-commerce“ und seinen Lesern zum „Mann des Jahres im E-Commerce“ gewählt.

Anlässlich der 50-Jahr-Feier der FEVAD (französischer Verband des E-Commerce und Versandhandels), wird Jacques-Antoine Granjon mit dem „Favor’i d’Honneur“ als eine der wichtigsten Personen im Versandhandel in den letzten 50 Jahren belohnt.
Die Website selbst wird mit dem „Favor’i der Internetnutzer in der Kategorie Online-Shopping-Events“ ausgezeichnet.
- Spezial-Preis der Jury des „The Changing Times Award Audemars-Piguet“ für das stärkste europäische Wachstum im High-Tech-Bereich.

2006, 2005
- Beste E-Commerce-Website in Frankreich in Bezug auf die Kundenzufriedenheit im Textilbereich.[40]

2005
- Innovationspreis für die beste E-Commerce-Website in Frankreich.[41]